# Arthur de Marcoartu
 (octobre 2020).
Arthur Chaste de Marcoartu de Morales (Bilbao, 1821 - San Sebastián, 1904) XII Baron de Marcoartu (en), était un noble, politique et ingénieur civil espagnol, descendant direct d'Alejandro de Morales, comte de Morales par l'archiduc Charles 1er (empereur d'Autriche) en l'année 1730. Il se distingue pour être le premier Espagnol à être nommé pour un prix Nobel, en particulier le prix de la paix.

## Biographie
Arturo de Marcoartu est né le 1er juillet 1827 dans une famille aisée bourgeoise de Bilbao. Il a collaboré à des importants publications périodiques espagnoles telles que "Revista de Obras Públicas", "Revista Peninsular-Ultramarina", "La Ilustración Española y Americana" ou "Diario de Bilbao". Il obtint un siège de député aux Cortès pendant le Sexenio démocratique, aux élections de mars 1871, pour le district de Burgos, ainsi que, plus tard, il serait sénateur, déjà pendant la Restauration des Bourbons en Espagne.
Après avoir terminé sa carrière en 1851, il se consacre à la rédaction et à la promotion de diverses initiatives commerciales à l'étranger (a l'Angleterre, la Suisse, et la France) plutôt qu'à la pratique professionnelle.
En 1856, il épousa Maria de Horm et Capeto-Évreux à Biarritz, une jeune femme d'origine noble française, appartenant également à l'aristocratie espagnole de l'époque.
De pensée ibérique et lié au libre-échange du XIXe siècle, monsieur de Marcoartu était un individu correspondant à l'Académie royale des sciences morales et politiques de Londres. Il est mort à Saint-Sébastien le 21 janvier 1904. Il a été nommé pour le prix Nobel de la paixen 1902 par William Evans Darby, chef de la London Peace Society et en 1904 par Miguel de Villanueva. Pendant sa vie, il a utilisé le pseudonyme "Augusto de Bilbao" et était le détenteur de la grande croix d'Isabel la Catholique.